# György Tatár
György Tatár (Miskolc, 10 de septiembre de 1952-Miskolc, 20 de abril de 2024) fue un futbolista húngaro que jugó en la posición de centrocampista.

## Carrera

### Club
| Periodo   | Club                          |
| --------- | ----------------------------- |
| 1971-1972 | Honvéd Papp József Miskolc SE |
| 1972-1983 | Diósgyőri VTK                 |
| 1983–1984 | CD Castellón                  |

### Selección nacional
Jugó para Hungría en 11 ocasiones de 1978 a 1980 y anotó cinco goles. Su debut fue el 20 de septiembre de 1978 en la derrota por 1-2 ante Finlandia en Helsinki por la clasificación para la Eurocopa de 1980, su primer gol lo anotó el 28 de marzo de 1979 en la victoria por 3-0 ante Alemania Oriental en un partido amistoso en Budapest y su último partido fue el 19 de noviembre de 1980 en una derrota por 0-2 ante Alemania Oriental en Halle, Sajonia-Anhalt en un partido amistoso.

## Logros
- Copa de Hungría (2): 1976/77, 1979/80